# Yúliya Yefímova
Yúliya Andréyevna Yefímova –en ruso, Юлия Андреевна Ефимова– (Grozni, 3 de abril de 1992) es una deportista rusa que compite en natación, especialista en el estilo braza.
Participó en cuatro Juegos Olímpicos de Verano, obteniendo en total tres medallas, bronce en Londres 2012, en 200 m braza, y dos platas en Río de Janeiro 2016, en 100 m braza y 200 m braza, el cuarto lugar en Pekín 2008 (100 m braza) y el quinto en Tokio 2020 (100 m braza).
Ganó 17 medallas en el Campeonato Mundial de Natación entre los años 2009 y 2019, y una medalla de bronce en el Campeonato Mundial de Natación en Piscina Corta de 2008.
Además, obtuvo trece medallas en el Campeonato Europeo de Natación entre los años 2008 y 2021, y tres medallas en el Campeonato Europeo de Natación en Piscina Corta de 2007.
En el Campeonato Mundial de 2009 batió el récord mundial de los 50 m braza (30,09 s), que nuevamente rebajó en el Mundial de 2013 (29,78 s).

## Dopaje
En 2013, en un control antidopaje dio positivo por DHEA, y la FINA la suspendió de la competición por 16 meses y le anuló los resultados obtenidos entre noviembre de 2013 y febrero de 2015. Perdió así las cinco medallas que consiguió en el Campeonato Europeo de Natación en Piscina Corta de 2013.
Posteriormente, en febrero y marzo de 2016, dio positivo por meldonium en seis controles diferentes.  Fue suspendida provisionalmente por la FINA; pero de acuerdo con la investigación de la Agencia Mundial Antidopaje, no fue sancionada debido a la baja concentración de la sustancia encontrada en sus muestras. Por lo que pudo competir en los Juegos de Río de Janeiro 2016, aunque su participación fue polémica, recibiendo críticas de otros deportistas y de los medios de comunicación, y el abucheo del público.

## Palmarés internacional
| Juegos Olímpicos                    | Juegos Olímpicos         | Juegos Olímpicos  | Juegos Olímpicos        |
| Año                                 | Lugar                    | Medalla           | Prueba                  |
| ----------------------------------- | ------------------------ | ----------------- | ----------------------- |
| 2012                                | Londres (Reino Unido)    | Medalla de bronce | 200 m braza             |
| 2016                                | Río de Janeiro (Brasil)  | Medalla de plata  | 100 m braza             |
| 2016                                | Río de Janeiro (Brasil)  | Medalla de plata  | 200 m braza             |
| Campeonato Mundial                  |                          |                   |                         |
| Año                                 | Lugar                    | Medalla           | Prueba                  |
| 2009                                | Roma (Italia)            | Medalla de oro    | 50 m braza              |
| 2009                                | Roma (Italia)            | Medalla de plata  | 100 m braza             |
| 2011                                | Shanghái (China)         | Medalla de plata  | 50 m braza              |
| 2011                                | Shanghái (China)         | Medalla de plata  | 200 m braza             |
| 2013                                | Barcelona (España)       | Medalla de oro    | 50 m braza              |
| 2013                                | Barcelona (España)       | Medalla de oro    | 200 m braza             |
| 2013                                | Barcelona (España)       | Medalla de plata  | 100 m braza             |
| 2013                                | Barcelona (España)       | Medalla de bronce | 4 × 100 m estilos       |
| 2015                                | Kazán (Rusia)            | Medalla de oro    | 100 m braza             |
| 2015                                | Kazán (Rusia)            | Medalla de bronce | 50 m braza              |
| 2017                                | Budapest (Hungría)       | Medalla de oro    | 200 m braza             |
| 2017                                | Budapest (Hungría)       | Medalla de plata  | 50 m braza              |
| 2017                                | Budapest (Hungría)       | Medalla de plata  | 4 × 100 m estilos       |
| 2017                                | Budapest (Hungría)       | Medalla de bronce | 100 m braza             |
| 2019                                | Gwangju (Corea del Sur)  | Medalla de oro    | 200 m braza             |
| 2019                                | Gwangju (Corea del Sur)  | Medalla de plata  | 100 m braza             |
| 2019                                | Gwangju (Corea del Sur)  | Medalla de bronce | 50 m braza              |
| Campeonato Mundial en Piscina Corta |                          |                   |                         |
| Año                                 | Lugar                    | Medalla           | Prueba                  |
| 2008                                | Mánchester (Reino Unido) | Medalla de bronce | 200 m braza             |
| Campeonato Europeo                  |                          |                   |                         |
| Año                                 | Lugar                    | Medalla           | Prueba                  |
| 2008                                | Eindhoven (Países Bajos) | Medalla de oro    | 200 m braza             |
| 2008                                | Eindhoven (Países Bajos) | Medalla de plata  | 50 m braza              |
| 2008                                | Eindhoven (Países Bajos) | Medalla de plata  | 4 × 100 m estilos       |
| 2010                                | Budapest (Hungría)       | Medalla de oro    | 50 m braza              |
| 2010                                | Budapest (Hungría)       | Medalla de oro    | 100 m braza             |
| 2018                                | Glasgow (Reino Unido)    | Medalla de oro    | 50 m braza              |
| 2018                                | Glasgow (Reino Unido)    | Medalla de oro    | 100 m braza             |
| 2018                                | Glasgow (Reino Unido)    | Medalla de oro    | 200 m braza             |
| 2018                                | Glasgow (Reino Unido)    | Medalla de oro    | 4 × 100 m estilos       |
| 2018                                | Glasgow (Reino Unido)    | Medalla de plata  | 4 × 100 m estilos mixto |
| 2021                                | Budapest (Hungría)       | Medalla de plata  | 4 × 100 m estilos       |
| 2021                                | Budapest (Hungría)       | Medalla de bronce | 50 m braza              |
| 2021                                | Budapest (Hungría)       | Medalla de bronce | 200 m braza             |
| Campeonato Europeo en Piscina Corta |                          |                   |                         |
| Año                                 | Lugar                    | Medalla           | Prueba                  |
| 2007                                | Debrecen (Hungría)       | Medalla de oro    | 50 m braza              |
| 2007                                | Debrecen (Hungría)       | Medalla de oro    | 100 m braza             |
| 2007                                | Debrecen (Hungría)       | Medalla de oro    | 200 m braza             |
| 2013                                | Herning (Dinamarca)      | DSC               | 50 m braza              |
| 2013                                | Herning (Dinamarca)      | DSC               | 100 m braza             |
| 2013                                | Herning (Dinamarca)      | DSC               | 200 m braza             |
| 2013                                | Herning (Dinamarca)      | DSC               | 4 × 50 m estilos        |
| 2013                                | Herning (Dinamarca)      | DSC               | 4 × 50 m estilos mixto  |